# Amadeus IT Group
Amadeus ist ein europäisches Softwareunternehmen, das das gleichnamige Computerreservierungssystem (CRS) vertreibt.

## Geschichte
Das Flugreservierungssystem Amadeus entstand Ende der 1980er-Jahre: Am 17. Juni 1987 unterzeichneten Air France, Iberia, SAS und die Deutsche Lufthansa in Paris Verträge zur Gründung des CRS Amadeus, nach der ein international vermarktungsfähiges CRS auf europäischer Basis entwickelt werden sollte, um die US-amerikanische Vormachtstellung zu brechen, die unter anderem durch das CRS Sabre bestimmt wurde. Die erste Phase der Systementwicklung war 1991 abgeschlossen, die erste Flugbuchung mit Amadeus wurde am 7. Januar 1992 getätigt.
Im Jahr 1995 übernahm CRS Amadeus den amerikanischen Konkurrenten System One, eine Tochter der Fluggesellschaft Eastern Air Lines. Im Jahr 2002 stieg Amadeus zum Weltmarktführer der Flugreservierungssysteme auf. 2005 wurde eine strategische Neuausrichtung eingeleitet. Amadeus strebte an, zum weltweit führenden Anbieter von IT-Lösungen für Airlines und die gesamte Touristikindustrie zu werden.
Die Herausforderungen der COVID-19-Pandemie, welche die Luftfahrtbranche besonders betrafen, sorgten bei Amadeus für einen Einbruch der Umsatzzahlen. Hatte das Unternehmen 2019 einen Gesamtumsatz von 5,5 Mrd. Euro verzeichnet, waren es 2020 nur noch 2,1 Mrd. Euro.

## Unternehmen

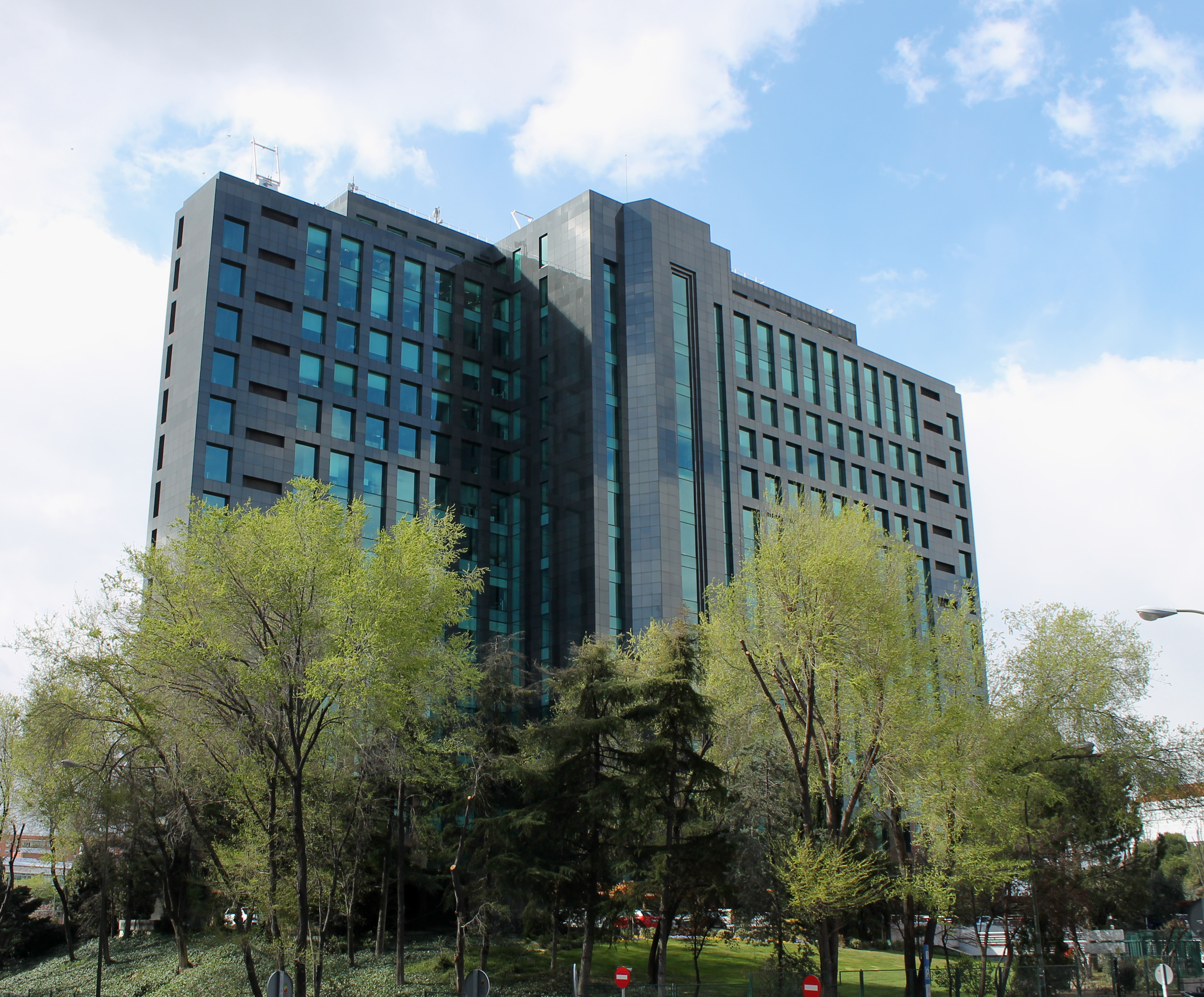
Unternehmenszentrale (Madrid).

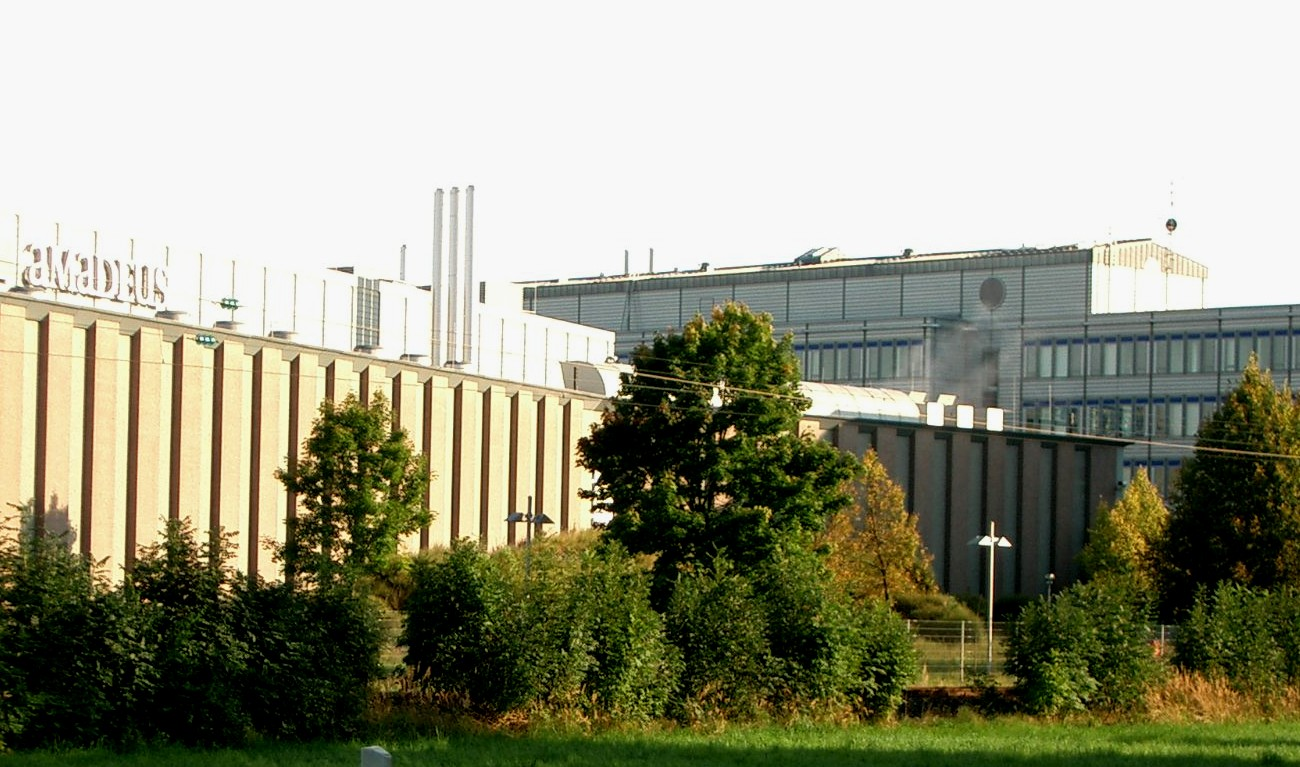
Rechenzentrum in Erding

### Standorte
Hauptsitz des Unternehmens ist Madrid, von wo aus auch das Marketing geleitet wird. Der Standort Sophia Antipolis bei Nizza ist unter dem Namen Amadeus S.A.S für die Entwicklung und den Vertrieb der Software zuständig. Das Rechenzentrum namens Amadeus Data Processing GmbH befindet sich in Erding bei München. 
Weitere wichtige Standorte von Abteilungen und Tochterunternehmen sind Bad Homburg vor der Höhe, Herzogenrath, Miami, Bangkok, Bengaluru, London, Buenos Aires und Sydney.

### Niederlassungen
In den einzelnen Ländern sind Amadeus Commercial Organisations (ACOs) für die Betreuung der Reisebüros und der Veranstalter zuständig. Die ACOs sind eigenständige Gesellschaften, die sich aber oft im Besitz von Amadeus befinden. Die für Deutschland zuständige ACO ist Amadeus Germany in Bad Homburg bei Frankfurt am Main. Die deutsche ACO nimmt eine Sonderstellung ein, da sie zusätzlich zu regionalen auch globale Aufgaben übernommen hat, wie etwa den weltweiten zentralen Einkauf, Entwicklung oder Security-Dienste.
Der Entwicklungsstandort Frankfurt ist eng mit Sofia Antipolis, Villeneuve-Loubet und Antwerpen vernetzt. In Bad Homburg finden zum einen Entwicklungen für das frühere Start – jetzt German Backend System statt. Zum anderen sind hier die globalen Entwicklungsabteilungen für die Amadeus Selling Platform sowie das Mid- und Backoffice situiert.

### Eigentumsverhältnisse
Ende 2005 wurde Amadeus mit einer fremdfinanzierten Übernahme weitestgehend (99,0 %) an die neu gegründete Gesellschaft WAM Acquisition SA verkauft. Diese ist im Mehrheitsbesitz der Amadelux Investment SA (54,24 %) (BC Partners/Cinven), bei einer Minderheitsbeteiligung von Air France (22,88 %), Iberia (11,44 %) und Lufthansa (11,44 %). Amadeus war seitdem nicht mehr an den Börsen von Madrid, Paris und Frankfurt notiert.
Im April 2010 brachte die WAM Acquisition SA einen Teil von Amadeus zurück an die Madrider Börse. Die erste Tranche des Börsengangs, der vierfach überzeichnet war, brachte ca. 1,3 Milliarden Euro ein, wovon knapp eine Milliarde zur Schuldentilgung eingesetzt werden sollte. Während Lufthansa und Air France ihre Anteile ebenfalls an die Börse bringen wollten, wollte Iberia den eigenen Anteil behalten.
Die Lufthansa kündigte am 13. November 2012 an, 3,61 % der dort verbliebenen 7,61 % zu verkaufen.

## Amadeus-Buchungssystem

### Sicherheitslücken
Im Dezember 2016 wurde bekannt, dass Forscher des Berliner Unternehmens „SRLabs“ Sicherheitslücken im Amadeus-Buchungssystem gefunden hatten. Dabei war durch eine unzureichende Absicherung der „CheckMyTrip“-Website ein systematisches Ausprobieren der Kombination aus Buchungsnummer und Nachname des Reisenden möglich. War dann die Kombination bekannt, konnten Details der Buchung geändert werden.
Gleichartige Sicherheitslücken waren auch in den Systemen von Sabre (CRS) oder hauseigenen Systemen von Airlines gefunden wurden, die deutsche Presse konzentrierte sich bei der Berichterstattung jedoch vorrangig auf Amadeus. Nach der Veröffentlichung des ersten Berichtes wurde die Website durch restriktiveres Rate Limiting gesichert.